# Тоні Моррісон
Тоні Моррісон (англ. Toni Morrison; при народженні Хлоя Арделія Вофорд, англ. Chloe Ardelia Wofford; 18 лютого 1931, Лорейн, США — 5 серпня 2019, Бронкс, Нью-Йорк) — американська письменниця, лауреатка Нобелівської премії з літератури 1993 року як авторка, «що у своїх наповнених мріями і поезією романах пожвавила важливий аспект американської реальності». Лауреатка Пуліцерівської премії за художню книгу (1988 рік) за роман «Кохана». 29 травня 2012 нагороджена Президентською медаллю Свободи. Писала, романи, новели, дитячу літературу та поезію, зокрема, в таких жанрах, як фантастика та екофемінізм.

## Життєпис
Народилася в місті Лорейн, Огайо, США другою з чотирьох дітей у робітничій родині. З дитинства любила читати, серед улюблених авторів були Джейн Остін і Лев Толстой. Батько, який працював зварником, у вільний час любив розповідати історії з життя чорношкірих жителів Америки, що пізніше знайшло відображення в книгах письменниці.
1949 року Моррісон вступила до Говардського університету на спеціальність «англійська мова й література». Там взяла псевдонім «Тоні» — похідний від свого другого імені Ентоні. У 1953 році закінчила університет зі ступенем бакалавра, в 1955-му здобула ступінь магістра в Корнельському університеті з дисертацією про тему самогубства в романах Вільяма Фолкнера й Вірджинії Вулф. Закінчивши навчання, стала викладати англійську в Університеті Південного Техасу (Х'юстон, Техас) (1955–1957), а потім повернулася працювати в Говардський університет. Тривалий час була редакторкою у видавництві «Рендом гауз».
Народила двох синів.
Померла 5 серпня 2019 року в Бронксі від ускладнень пневмонії.

### Романи
- Боже, допоможи дитині (англ. God Help the Child), ISBN 0307594173, ISBN 9780307594174
- Дім (англ. Home) (2012; ISBN 0307594165)
- Милосердя  (англ. A Mercy) (2008; ISBN 978-0-307-26423-7)
- Любов (англ. Love) (2003; ISBN 0-375-40944-0)
- Рай (англ. Paradise) (1999; ISBN 0-679-43374-0)
- Джаз (англ. Jazz) (1992; ISBN 1-4000-7621-8)
- Кохана (англ. Beloved) (1987; ISBN 1-4000-3341-1, Пулітцерівська премія) — журнал «Тайм» ввів цей твір у список 100 найкращих романів англійською мовою, випущених з 1923 по 2005 роки. [19]. Номер 20 у Рейтингу 100 найкращих книг усіх часів журналу Ньюсвік[20].
- Смоляне опудалко (англ. Tar Baby) (1981; ISBN 1-4000-3344-6)
- Пісня Соломона (англ. Song of Solomon) (1977; ISBN 1-4000-3342-X). Номер 57 у Рейтингу 100 найкращих книг усіх часів журналу Ньюсвік[20].
- Сула (англ. Sula) (1973; ISBN 1-4000-3343-8)
- Найблакитніші очі (англ. The Bluest Eye) (1970; ISBN 0-452-28706-5)

### Дитяча література
- Who's Got Game?: The Mirror or the Glass? (2007)
- Who's Got Game?: Poppy or the Snake? (2004)
- Who's Got Game?: The Ant or the Grasshopper (2003)
- Who's Got Game?: The Lion or the Mouse? (2003)
- The Book of Mean People (2002)
- The Big Box (2002)

### Оповідання
- Recitatif (1983)

### Постановки
- Dreaming Emmett (поставлено 1986)

## Українські переклади
- Тоні Моррісон. Пісня Соломона. Переклад з англійської: Олег Король. Київ: Юніверс, 2007. 374 стор. ISBN 966-8118-46-4 (серія «Лауреати Нобелівської премії»)

- Тоні Моррісон. Речитатив (оповідання), збірка «Безіменна. Антологія американської жіночої малої прози» Переклад з англійської: Уляна Потятиник, Львів: Кальварія, 2012. 224 стор. ISBN 978-966-663-331-9

- Тоні Моррісон. Кохана. Переклад з англійської: Світлана Орлова. Київ: Фабула, 2017. 368 стор. ISBN 978-617-09-3220-4

## Нагороди та номінації

### Нагороди
- 1977: National Book Critics Circle Award за Пісню Соломона[21]
- 1977: Нагорода Американської академії мистецтв та літератури[22]
- 1987–88: Книжкова премія Роберта Кеннеді[23]
- 1988: Helmerich Award[24]
- 1988: American Book Award за книгу Кохана (Beloved)[25]
- 1988: Книжкова премія Анісфілд-Вулф в категорії "художня література" за книгу ''Кохана''[26]
- 1988: Пулітцерівська премія за художню книгу за книгу Кохана[27]
- 1988: Frederic G. Melcher Book Award за книгу Кохана.[28][a]
- 1989: MLA Commonwealth Award in Literature[джерело?]
- 1989: Почесна докторка літератури Гарвардського Університету[31]
- 1993: Нобелівська премія з літератури[32]
- 1993: Орден Мистецтв та літератури[33]
- 1994: Condorcet Medal, Paris[34]
- 1994: Rhegium Julii Prize for Literature[35]
- 1996: Jefferson Lecture[36]
- 1996: National Book Foundation's Medal of Distinguished Contribution to American Letters[37]
- 2000: National Humanities Medal[38]
- 2002: Список 100 найкращих африканських письменників, створений Molefi Kete Asante[39]
- 2005: Почесна докторка літератури Оксфордського університету[40]
- 2008: New Jersey Hall of Fame[41]
- 2009: Norman Mailer Prize, за повний творчій доробок[42]
- 2010: Офіцерка Ордену Почесного легіону[43]
- 2011: Премія Бібліотеки Конгресу за американську художню літературу[44]
- 2011: Почесна докторка літератури Ратґерського університету[45]
- 2011: Почесна докторка літератури Женевського університету[46][47]
- 2012: Presidential Medal of Freedom[48]
- 2013: The Nichols-Chancellor's Medal awarded by Vanderbilt University[49]
- 2014 Ivan Sandrof Lifetime Achievement Award given by the National Book Critics Circle[50][51]
- 2016 PEN/Saul Bellow Award for Achievement in American Fiction[52][53]
- 2016 The Charles Eliot Norton Professorship in Poetry (The Norton Lectures), Гарвардський університет[54]
- 2016 The Edward MacDowell Medal, нагорода від The MacDowell Colony[55]
- 2018 Медаль Томаса Джеферсона, нагорода від Американського філософського товариства[56]

### Номінації
- Grammy Award for Best Spoken Word Album for Children (2008) — Who's Got Game? The Ant or the Grasshopper? The Lion or the Mouse? Poppy or the Snake?[57]